# Arabata
Arabata ist ein Ort im nördlichen Teil des pazifischen Archipels der Line Islands nahe dem Äquator im Staat Kiribati mit einer Landfläche von 0,34 km². 2020 wurden 149 Einwohner gezählt.

## Geographie
Arabata liegt zusammen mit Mwakeitari und Onauea an der Südküste der Insel Teraina (früher auch Washington, New York oder Prospectus Island genannt). Haupterwerbszweige sind Kokosanbau und Fischerei. Im Norden liegen die Torfmoore East Bog und  West Bog. Im Westen schließt sich Matanibike an. Zwischen den beiden Orten gibt es einen Kanal, der zu den Mooren im Landesinneren führt.

## Klima
Das Klima ist tropisch heiß, wird jedoch von ständig wehenden Winden gemäßigt. Ebenso wie die anderen Orte der südlichen Line Islands wird Arabata gelegentlich von Zyklonen heimgesucht.